# Nucleus centromedianus
Der Nucleus centromedianus ist der größte unspezifische intralaminäre Kern des Thalamus. Seine Afferenzen erhält er unter anderem aus Pallidum, prämotorischer Hirnrinde und Formatio reticularis (ARAS). Efferent ist der Nucleus centromedianus unter anderem mit Nucleus caudatus, Putamen und anderen Thalamuskernen verbunden. Anhand der Faserbindungen werden die Funktionen dieses Kernkomplexes deutlich. Als Bestandteil des thalamischen ARAS spielt dieser Kern eine wichtige Rolle als unspezifisches Wecksystem und durch die Verbindungen zu den Basalganglien (z. B. Pallidum) ist er in die Verarbeitung von motorischen Impulsen eingeschaltet.